# Vinogorje Dingač
██ Dingač
██ Postup
██ Grk
Vinogorje Dingač je vinogradarski položaj koji se nalazi u blizini naselja Pijavičino, Podobuče, Potomje i Trstenik na poluotoku Pelješcu u sastavu općine Orebić u vinogradarskoj podregiji Srednja i Južna Dalmacija. 
Najzastupljenija sorta je plavac mali.

## Zaštićena oznaka izvornosti
Dingač je jedno od za sada 17 hrvatskih vinogorja ili vinogradarska regija koje je upisano u europski registar zaštićenih oznaka izvornosti. Cilj ovog registra je označavanje proizvoda, odnosno vina te isticanje naziva lokaliteta Ponikve u skladu s propisima EU zbog lakšeg prepoznavanja posebnosti svih odlika vinogradarskog lokaliteta.
Područje zaštite smješteno je na strminama uz južnu morsku obalu srednjeg dijela poluotoka Pelješac. Proteže se od Trstenika do doline Jelin dol. Padina je okrenuta prema jugozapadu s inklinacijom od 10° do 60°, a uokviruju je vrhovi Čučina i Sv. Juraj. Ukupna površina područja iznosi 7,58 km2. Dužina je 8070 m, a širina se kreće od 552 m u najužem dijelu, do 1386 m u najširem dijelu. Danas je na tom području vinovom lozom zasađeno 78,5 ha.